# 塞拉菲娜·路易
塞拉菲娜·路易（法语：Séraphine Louis，1864年—1942年），以桑利斯的塞拉菲娜（Séraphine de Senlis）之名闻名，法国女画家，稚拙派（又称素朴派，来自法语naïf）代表画家之一。

## 生平

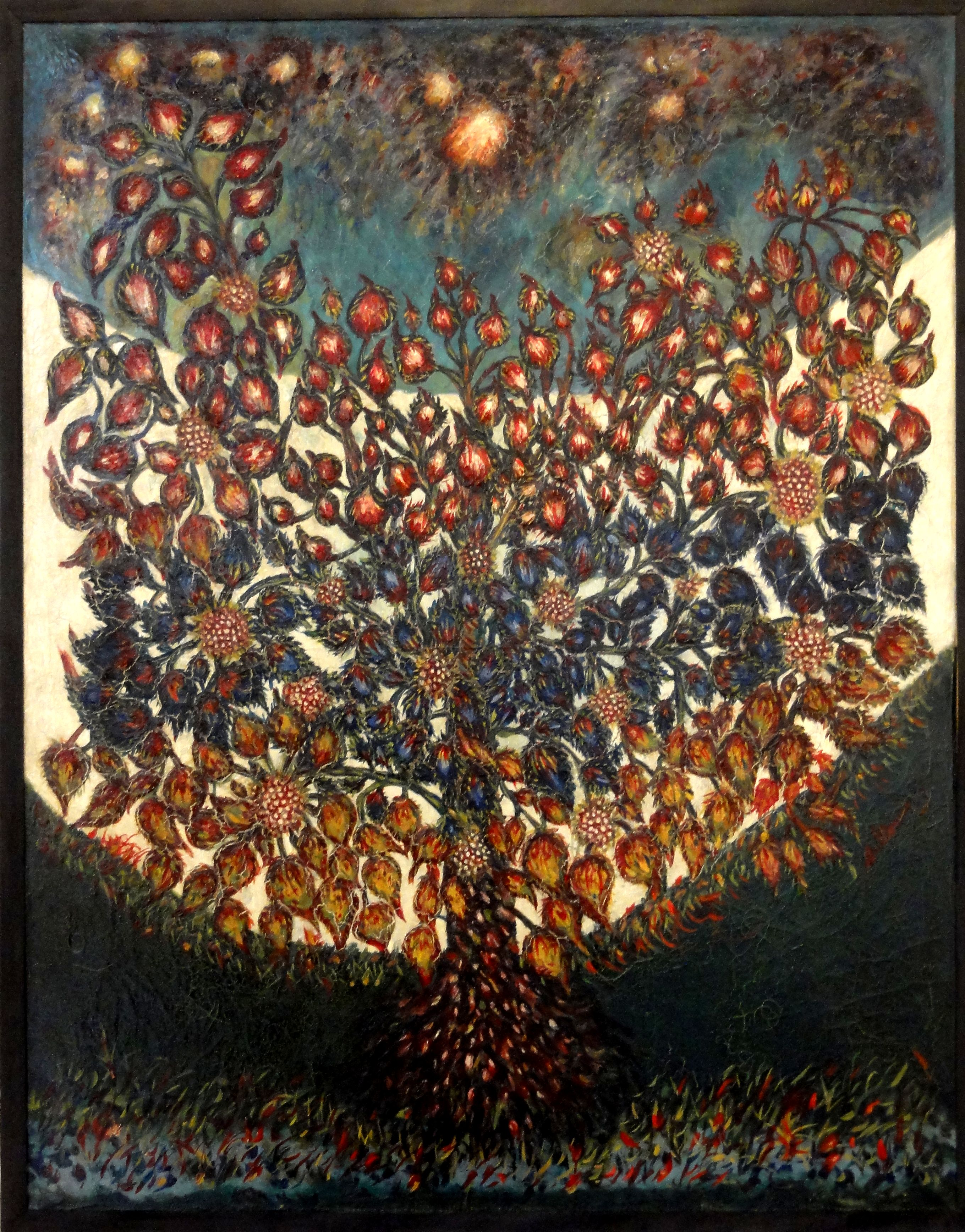
生命之树（L'arbre de vie）, 1928年

塞拉菲娜生于瓦兹省阿尔西（Arsy）一个普通的牧人家庭，她自学画画，创建了风格独特的“花叶画”。塞拉菲娜被发掘的過程，颇具传奇性。1912年，寓居法国瓦茲省桑利斯小鎮的德国艺术收藏家威廉·乌德（Wilhelm Uhde）到他的邻居家里作客，看见墙上有一幅画，马上被其独特的风格吸引了。乌德以为是哪一位画家的作品，一问之下，才知道是塞拉菲娜画的。这让他大吃一惊，因为塞拉菲娜是他邻居家的清洁女佣人。
在乌德的赞助下，塞拉菲娜在1927年举办了画展，一举成名。但好景不长，三年以后，由于法国的经济大萧条，乌德停止购买塞拉菲娜的画作。此時，塞拉菲娜也由于精神失常，被送进精神病院。四年以后，乌德宣布塞拉菲娜已经死亡。但实际上，塞拉菲娜在精神病院里一直活到1942年。她去世时，身边没有一个朋友，被孤独地葬在当地的一个公墓里。
塞拉菲娜的画大都是由一些色彩斑斓、造型奇特的花瓣和树叶组成，其中还有神秘的眼睛，似乎画家得到另一个世界的神秘的启示。